# Army of Two
Army of Two é um jogo de videogame desenvolvido pela Eletronic Arts, lançado para o Xbox 360, Playstation 3 em 15 de Novembro de 2007 na Europa, América do Norte e Brasil além do Xbox One por meio da retrocompatibilidade.

## O jogo
Army of Two (AO2) é focado no modo cooperativo e de estratégias coordenadas. O jogo é de tiro em 3ª pessoa. Os jogadores podem jogar em um time com "inteligência artificial" ou com outros jogadores. A jogabilidade foi desenvolvida para que fosse dificultada a utilização de poucos jogadores, logo, quanto mais jogadores mais fácil o jogo se torna.

## Cooperação
No game Army of Two, a cooperação é fundamental, a inteligência artificial não é das melhores.

## Críticas
Apesar de Army of Two ter ganhado uma média boa (8.0), ele foi alvo de muitas críticas, mas vendeu o bastante para a EA Montreal decidir de vez que irá lançar um sucessor (Army of Two: The 40º Day)

## Sucessivo
O sucessor do Army of Two se chama "Army of Two: The 40º Day" que se passa em Xangai, e tendo ainda um posterior a este, o "Army of Two: The Devil's Cartel" que se passa no Mexico.